# Il Grande Grimorio
Il Grande Grimorio (Le Grand Grimoire o talvolta Dragon Rouge) è un grimorio di magia nera ipoteticamente scritto nel 1522, ma più probabilmente redatto nel corso del XIX secolo. È anche conosciuto come il libro Dragone rosso o La verità del Drago rosso. È uno dei libri esoterici più diffusi e ben scritti, quantunque non si abbiano a disposizione dati certi sugli autori e la data di redazione. Il Grande Grimorio prende continuamente riferimento dalla Chiave di Salomone, un testo-cardine per gli studiosi di magia nera e storia del Medioevo, e si apre con un'introduzione dell'anonimo autore, prosegue con i riti di evocazione del demonio e la classificazione metodica delle bestie e dei diavoli dell'abisso, e termina con una parte colossale dedicata all'uso dell'arte magica nera, ad esempio il suo uso per procurarsi tesori, parlare con i defunti (Necromanzia), guarire infermità.

## Schiere diaboliche
Il testo elenca una prima schiera di diavoli:
- Lucifero
- Belzebù
- Astaroth

Ed una seconda in ordine di importanza:
- Lucifugus Rofocal detto, Maestro
- Satanachia
- Agaliereps
- Fleurety
- Sargatanas